# HD 69144
HD 69144，又名CD-46 3929，SAO 219629、HR 3244，是一颗恒星，视星等为5.13，位于銀經262.88，銀緯-6.92，其B1900.0坐标为赤經8h 10m 28.4s，赤緯-46° -6.92′ 18″。